# ニーステタール
ニーステタール (ドイツ語: Niestetal) は、ドイツ連邦共和国ヘッセン州カッセル郡に属す町村（以下、本項では便宜上「町」と記述する）であり、カッセルおよびニーダーザクセン州南端と直接境を接している。

## 地理

### 位置
自治体としてのニーステタールはハイリゲンローデ地区（グート・ヴィントハウゼンを含む）とザンダースハウゼン地区（グート・エレンバッハを含む）からなる。この町はカウフンゲンの森の西に位置し、ニーステ川が町内を流れている。ニーステ川はザンダースハウゼン地区でフルダ川に合流する。東から西に向かって流れるロッセ川がハイリゲンローデの南境界を形成する。連邦アウトバーン A7号線がニーステタールの町の2つの地区を隔てている。

### 隣接する市町村
ニーステタールは、北はシュタウフェンベルク（ニーダーザクセン州ゲッティンゲン郡）、東はニーステ、南はカウフンゲン（ともにカッセル郡）、西は郡独立市のカッセルと境を接している。

## 歴史
ハイリゲンローデは 1123年5月8日、ザンダースハウゼンは 1167年に初めて文献に記録されている。この2つの村はカウフンゲン修道院の尽力により建設された。この修道院は1123年頃にこの地域の開墾を行い、これによりいくつかの開墾村が形成された。ハイリゲンローデもその一つに数えられる。ザンダースハウゼンは 1167年に Sandrateshusen という表記で初めて記録されている。この名は、カウフンゲン修道院に委託された修道士ザントラート (Sandrat) にちなんで名付けられた。その定住地は現在のプロテスタント教会の近くであった。独立した自治体であったハイリゲンローデとザンダースハウゼンは、1972年8月1日に合併した。衰退した村ウムバッハは現在では忘れ去られており、この廃村に関しては曖昧な情報しか遺されていない。

## 行政

### 町議会
ニーステタールの町議会は、31議席からなる。

### 首長
地域再編に伴う1972年のハイリゲンローデとザンダースハウゼンとの合併後の、ニーステタール町長は以下の通りである。
- ルートヴィヒ・ホフマン（1981年まで）
- ライナー・ヘルプスト（1991年まで）
- ヘルベルト・ロート（1994年まで）
- ルーディ・メルヴァー（2006年まで）
- アンドレアス・ジーベルト（2006年から）

アンドレアス・ジーベルト (SPD) は、2006年6月11日の選挙で新しい町長に選出され、10月12日に就任した。

### 姉妹都市
- Sarkad（ハンガリー、ベーケーシュ県）2005年10月

## 文化と見所

### 音楽
ニーステタール・プロテスタント教会組織は、ニーステタール町と共同で室内楽シリーズを開催している。コンサートは、ザンダースハウゼンの公民館ホールで週に何度も行われている。

### 記念碑と歴史建造物
- ザンダースハウゼン: カージミール・フォン・イーゼンブルク記念碑、旧税関
- ハイリゲンローデ: 教会の庭にあるカージミール・フォン・イーゼンブルクの墓碑、小鬼の泉、フリードリヒ・ベルンハルト記念碑
- グート・ヴィントハウゼン（ハイリゲンローデ地区）: 1769年 Simon Louis du Ry による
- ヴィントハウゼン城館のドイツ式庭園

### スポーツと余暇
ニーステタールの二大スポーツクラブが、ハイリゲンローデ地区の TSV 1892 ハイリゲンローデ e.V. とザンダースハウゼン地区の TSG 1889 ザンダースハウゼン e.V. で、数多くの種目が用意され、幅広くスポーツの機会を提供している。サッカー部門では、両クラブはしばしば協力し合っている。これにより、普通では選手不足のために出場できないジュニア大会に JSG ニーステタールのクラブ名で出場している。
プールと余暇施設

2001年5月、ニーステタールは自然密着型のプールをオープンさせた。このプールはエコロジーの濾過装置で浄化されている。かつては改修の必要があった野外プールから設立されたこのニーステタール自然体験プールは、自然部分の他に多くのアトラクションを備えている。自然体験プール（水泳プール）の他、ザンダースハウゼンのヴィヒテルブルンネンバート（屋内プール）やハイリゲンローデの公園施設が多くの魅力的な余暇の機会を提供している。
スポーツ施設

スポーツ活動のために多くのスポーツ施設が設けられている。
- ケーゲル場を有する多目的ホール
- ハイリゲンローデ地区のヴィルヘルム・ロイシュナー・シューレ横の体育館
- 各地区の基礎課程学校の体育館
- 合成物質の走路と付属広場を有するスポーツスタジアム
- 4つの運動場
- 6つのテニス場
- 両地区にそれぞれあるクラブハウスを有する射撃場

クラブ、サークル活動

- 約60のクラブ、サークルがすべての世代に活動の機会を提供している。
- TSG ザンダーハウゼンのテニス部門は毎年聖霊降臨祭にドイツ連邦で3番目の規模のテニストーナメントを開催している。スカンディナヴィア、アメリカ合衆国、ロシア、その他の地域からも参加者が集まる。

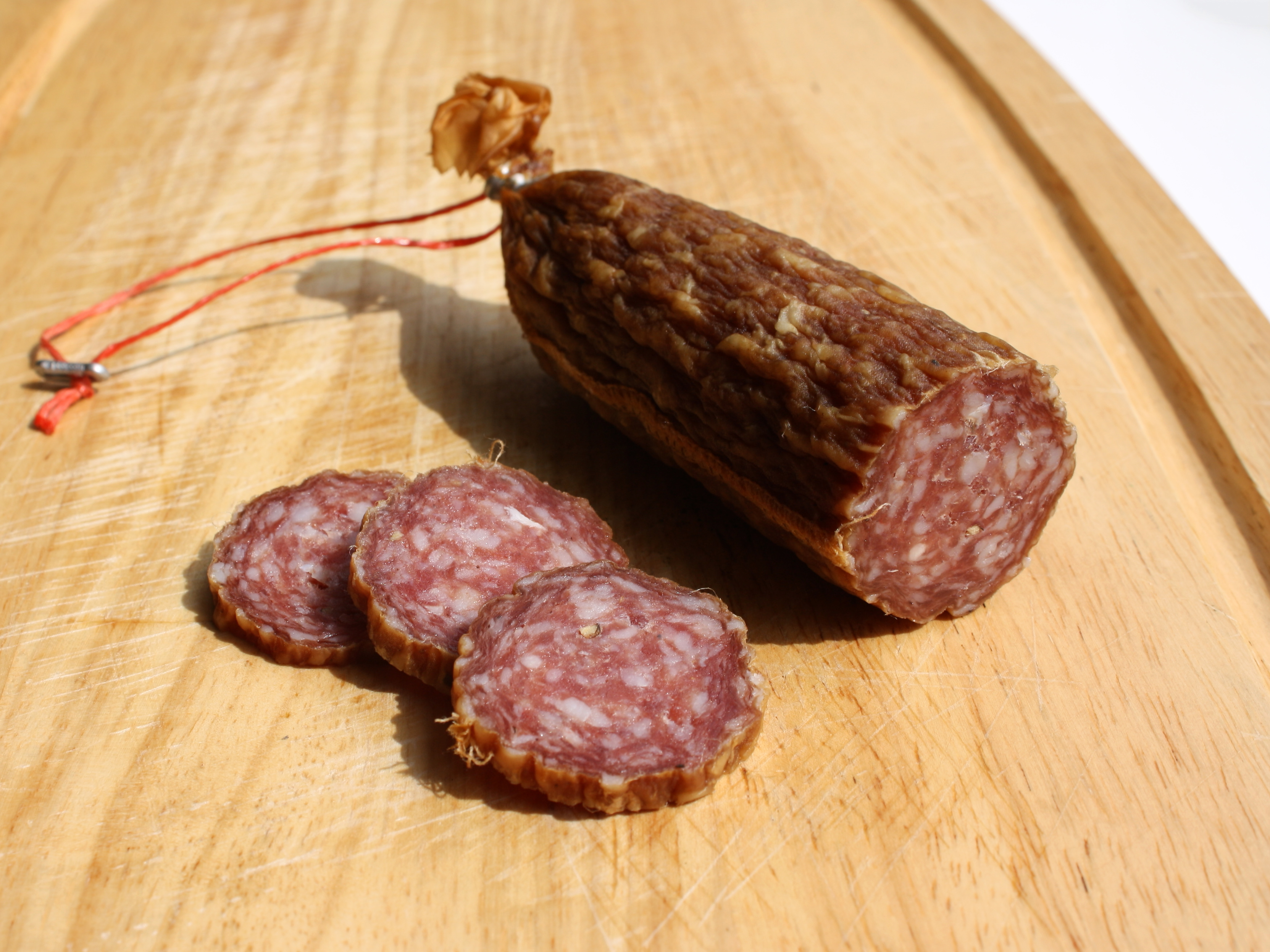
アーレヴルスト

### 地域の特有文化
- アーレ・ヴルスト（ソーセージの一種）
- ヴェッケヴェルク（肉料理）
- クローベスアーベント（「聖ニコラウスの夕べ」、宗教祭）

## 経済と社会資本

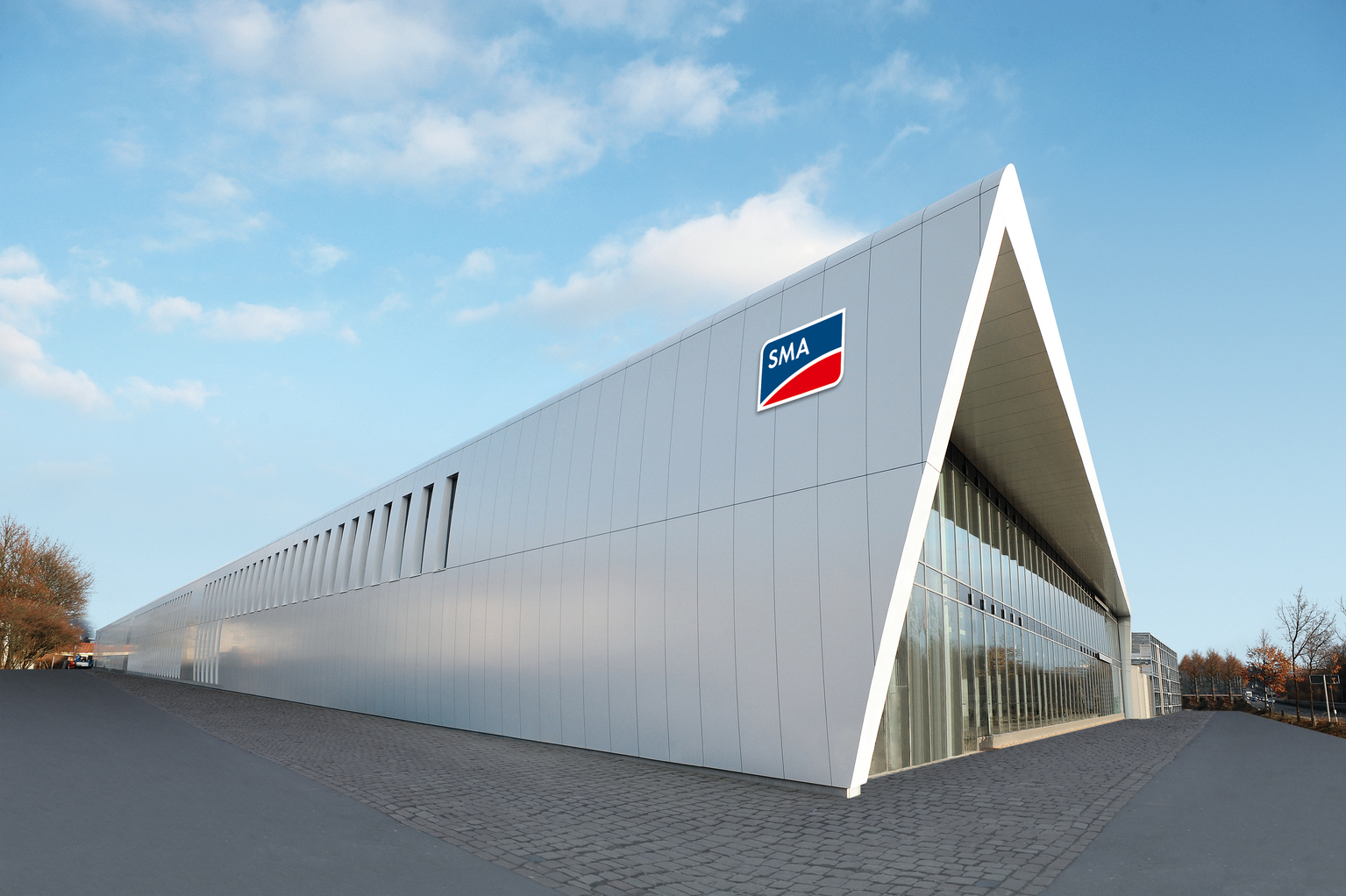
SMA ソーラー・テクノロジー

鄙びた田舎ではあるが、この町では農業は重要な産業ではない。ニーステタールには約 4,950人の職場がある。就業者の 2/3 はニーステタールに（多くは隣接する都市であるカッセルから）通勤している。この町最大の雇用主は、ザンダースハウゼン地区にあり、従業員総数 5,000以上の企業である SMA ソーラー・テクノロジーである。

### 交通
ニーステタールは連邦アウトバーン A7号線（カッセル北インターチェンジ）に直接面しており、アウトバーン網に直結している。バス路線（NVV 第30, 30.1, 32, 33系統）がカッセルとの間を結んでいる。2007年12月10日から、平日の9時から20時および土曜日の9時から16時までの間、無料の公営バスニーステタール・エクスプレスが1時間ごとに両地区間を運行している。ニーステタールは、すべての住民に対してこうした公共サービスを提供している数少ない町の一つである。

### 教育
ニーステタールには、各地区ごとに1校、合計2校の基礎課程学校と、ハイリゲンローデに総合学校がある。これよりも上級の学校や専門教育には隣接するカッセルに通学する。カッセル大学へは公共交通機関で 15分、自家用車ならば 10分で通うことができる。
両地区の中間には町営図書館があり、児童書、小説、実用書を含め約 33,000冊の蔵書を有している。

## 引用
1. ↑  Hessisches Statistisches Landesamt: Bevölkerung in Hessen am 31.12.2023 (Landkreise, kreisfreie Städte und Gemeinden, Einwohnerzahlen auf Grundlage des Zensus 2011)]
2. ↑  町議会議員選挙結果